# Кавагебо
Кавагебо (кит.: 卡瓦格博, також в різних транслітераціях Кавакарпо, Мойрігкавагарбо, Кха Карпо, Kawa Garbo або Khawa Karpo (Tibetan: ཁ་བ་དཀར་པོ།, читається: Kawagarbo; також пишеться як Kawadgarbo, Khawakarpo, Moirig Kawagarbo, Kawa Karpo or Kha-Kar-Po), серед місцевих жителів і пілігрімів відома під назвою Kawagebo Peak (Chinese: 卡瓦格博), — найвища гора в китайській провінції Юньнань Знаходиться на стику повітів Вейсі-Лісу і Дечен в Дечен-Тибетській автономній префектурі на кордоні з Тибетом, неподалік від кордону з М'янмою (Бірмою).
Кавагарбо — одна з найшанованіших святих гір в тибетському світіі часто згадується як Nyainqênkawagarbo, щоб підкреслити її святість.

## Географія

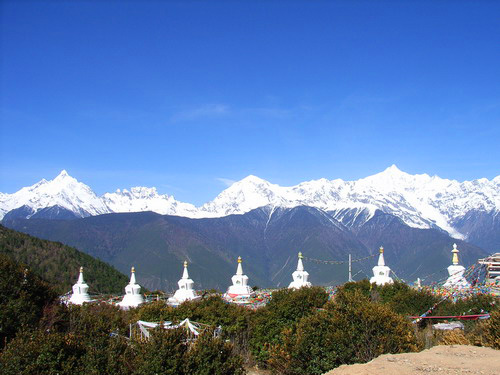
Вид на хребет Мейлі Сюешань з іншого боку Меконга з автодороги Годао 214

Кавагебо — найвища точка хребта Мейлі Сюешань (Сніжних гір Мейлі, 梅里 雪山), який відходить від гір Гендуаншань — гірського масиву Гімалаїв, що охоплює Тибет, Юньнань , Сичуань і державу М'янма. Мейлі Сюешань розділяє річки Салуїн (Нуцзянь) і Меконг (Ланьцанцзян).
Хребет Мейлі Сюешань має більше 20 гірських вершин, постійно покритих снігом, шість з яких вище 6000 м. Найбільш висока частина хребта — на півночі. Кавагебо розташована в центральній частині хребта. Хребет розрізаний долинами і має контрастний рельєф. Хребет зазнає впливу мусонів, які призводять до нестабільності снігів.
У  тибетському буддизмі Кха Карпо шанується як одна із найсвятіших гір. Ця гора відображає дух-захисника, який тут перебував до появи буддизму. В рік близько 20000 паломників здійснюють ритуальний обхід (кору) гори Кавагебо.

## Історія сходжень
У 1987 р. першу невдалу спробу зійти на Кавагебо зробила група з японського альпіністського товариства Дзеєцу. У 1990-91 р. група з Академічного товариства альпіністів університету Кіото спільно з китайськими альпіністами зробила спробу піднятися на гору. Нічна лавина призвела до загибелі 17 осіб. У 1996 р. Кіотський клуб знову невдало спробував штурмувати вершину.
Також безуспішно гору намагалися штурмувати американські експедиції на чолі з Ніколасом Клінчем в 1988, 1989, 1992, 1993 роках. До 2010 р. жоден із піків хребта не було взято.